# 칭다오 지하철 8호선
칭다오 지하철 8호선(중국어: 青岛地铁8号线)은 2020년 12월 24일에 최초로 개통했다. 기점은 자오저우베이역(胶州北站)이며 종점은 칭다오베이역(青岛北站)이다.